# Kruisdistelgalmug
De kruisdistelgalmug (Lasioptera eryngii) is een galmuggensoort uit het geslacht Lasioptera. De wetenschappelijke naam van de soort werd in 1829 voor het eerst geldig gepubliceerd door de Franse entomoloog Jean Nicolas Vallot.

## Verspreiding
Het verspreidingsgebied van de kruisdistelgalmug heeft ruwweg het Middellandse Zeegebied als zwaartepunt. De soort is bekend van Algerije, Spanje, Frankrijk, Italië, Duitsland, Oostenrijk, Tsjechië, Slowakije, Polen, Oekraïne, Roemenië, Hongarije, Slovenië, Kroatië, Bosnië en Herzegovina, Servië, Bulgarije, Noord-Macedonië en Griekenland.
In Nederland werd de kruisdistelgalmug voor het eerst aangetroffen in juli 2021, nabij de Gelderse plaats Bemmel. Het betrof een gal op echte kruisdistel, bij een rivierduin in de Bemmelse Waard (onderdeel van de Gelderse Poort). De waarneming werd gedaan door de Nederlandse florist Niels Eimers.

## Waardplanten
De kruisdistelgalmug gebruikt als waardplant uitsluitend plantensoorten van het geslacht kruisdistel (Eryngium). Tot dusver zijn de gallen van de soort alleen bekend van echte kruisdistel (Eryngium campestre), blauwe zeedistel (Eryngium maritimum), Eryngium amethystinum en Eryngium tricuspidatum. In Nederland zijn alleen de twee eerstgenoemde kruisdistelsoorten inheems.